# Sonic the Hedgehog
Sonic the Hedgehog (auch Sonic, jap. ソニック・ザ・ヘッジホッグ, Sonikku za hejjihoggu) ist eine Videospielreihe des japanischen Publishers Sega.
Sie besteht seit 1991 mit der Veröffentlichung des gleichnamigen Spiels und bringt seitdem kontinuierlich neue Ableger für sämtliche Videospielsysteme heraus, in denen es der titelgebende Held Sonic the Hedgehog mit seinem Erzfeind Dr. Eggman und weiteren Gegnern aufnimmt, oft unterstützt von seinen Freunden Miles Tails Prower, Knuckles the Echidna oder Amy Rose. Dabei gelten vor allem die frühen Spiele für das Sega Mega Drive als Fundament der Reihe und wurden bereits dutzendfach auf Collections, Online-Angebote und Mobile-Märkten neu veröffentlicht.
Neben der Videospielreihe existieren in jeder zeitlichen Epoche seit Anbeginn des Franchises zahlreiche TV-Serien, Kinofilme, Comic-Veröffentlichungen und Merchandise wie Spielzeuge, Figuren, Plüschtiere, Kleidung oder Musikpublikationen.

## Entstehung
Die Intention zur Erstellung eines neuen Videospielcharakters und eines dazugehörigen Spiels wurde vom japanischen Videospielhersteller Sega angestrebt, um auf dem Videospielmarkt ein Gegenstück zu Nintendos erfolgreichem Firmenmaskottchen Super Mario zu haben – Eine Rolle, welche Segas bestehender Videospielcharakter Alex Kidd weder qualitativ noch in Sachen Wiedererkennungswert in ähnlichem Ausmaß erreichen konnte. Mit dieser Zielsetzung entwarfen im Jahre 1990 mehrere kreative Köpfe bei Sega verschiedene Konzeptzeichnungen zu potenziellen Videospielhelden, darunter einen dicken Mann mit Schnauzbart und Zwicker sowie anthropomorphische Vögel, Hasen, Bulldoggen, Gürteltiere und auch Igel. Videospieldesigner Naoto Ōshima, der sich für mehrere Entwürfe verantwortlich zeichnete, befragte in New York City einige Passanten im Central Park, welche der Entwürfe ihnen am besten gefielen. Die meisten Passanten fanden Gefallen an dem blauen Igel, gefolgt von dem dicken Mann mit Schnauzbart und der Bulldogge. Laut Ōshima fiel die Umfrage zu Gunsten des Igels aus, da er unabhängig von Rassen oder Geschlechtern von allen gemocht werden könne. Außerdem hatte es zuvor keinen berühmten Igel gegeben, weder real noch in bekannten Medien, weswegen das neue Maskottchen zum „berühmtesten Igel der Welt“ werden und damit geworben werden könne. Zudem wäre es von Vorteil, wenn Kinder das neue Maskottchen leicht selbst zeichnen könnten, ähnlich wie es bei Micky Maus der Fall sei. Als Ōshima mit den Ergebnissen nach Japan zurückkehrte, beschloss man dann sofort, sich auf den blauen Igel zu fokussieren. Jedoch sollte auch der Zweitplatzierte, der dicke Mann mit Schnauzbart, eine Rolle in dem Spiel erhalten und erhielt letztlich die Rolle des Widersachers Dr. Eggman.
Zunächst trug der Igel den Namen Mr. Harinezumi (Mr.ハリネズミ), zu Deutsch „Herr Igel“, jedoch entschied man sich schnell für den Namen Sonic, da dieser leicht zu merken, auszusprechen und klangvoll sei. Erst aufgrund des Namens Sonic, wie Überschallgeschwindigkeit (englisch „Supersonic speed“) kam man zu dem Entschluss, dass Sonic ein sich überdurchschnittlich schnell bewegender Igel sein sollte. Man entschloss sich zu einem coolen, selbstbewussten und heroischen Charakter, inspiriert von Bill Clinton und Michael Jackson, da man davon ausging, dass dies im hauptsächlich angestrebten Videospielemarkt der USA am besten ankäme. Die rot-weißen Schuhe seien ebenfalls von Michael Jackson inspiriert, jedoch farblich vom Weihnachtsmann. Laut Ōshima war es auch eine Idee, dass Sonic ein ehemaliger Kampfpilot sein sollte, dessen Geschichte und frühere Taten quasi im letztendlichen Videospiel nacherzählt werden sollten. Obwohl dies verworfen wurde, ist dies der Grund für die Gestaltung des Titelbildschirms für viele Ableger der Reihe, in denen Sonic mit dem Logo des Spiels aus einem riesigen Ring mit großen Flügeln erscheint, die auf seine Fliegerkarriere anspielen sollten.
Hauptverantwortlich für die technische Umsetzung des ersten Sonic-Spiels war Yūji Naka, der zum Kopf des von Sega neu ausgegliederten, zunächst fünfzehnköpfigen Entwicklerstudios Sonic Team wurde. Dieser arbeitete schon seit Jahren an einer Spielphysik mit unebenen Boden und Momentum sowie Beschleunigung, ganz anders als das zumeist blockbasierende Spielerlebnis von beispielsweise eines Super Mario Bros. Yūji Naka entwarf auf Gameplayentscheidungen basierend weitere Charaktereigenschaften von Sonic, wie das Einrollen zu einer Kugel zum Beschleunigen oder dass Sonic im Wasser nicht schwimmen könne, sondern untergehe wie ein Stein, da Yūji Naka fälschlicherweise davon ausging, dass Igel im Wasser nicht schwimmen könnten. Sonics Charakterzüge wurden vor allem von Madeline Schroeder weiter präzisiert. Noch bevor das erste Sonic-Spiel erschien, beschloss Sega bereits umfangreiche Werbemaßnahmen und mediale Präsenz. Unter anderem sollte der Charakter Sonic auch in vielen anderen Sega-Spielen mit größeren und kleineren Cameo-Auftritten vertreten sein, weswegen man schon im Vorfeld zahlreiche Gastauftritte vorbereitete. Dies hatte zur Folge, dass der Charakter Sonic the Hedgehog nicht in seinem eigenen Spiel debütierte, sondern ihm seine Cameo-Auftritte zuvor kamen: Im Arcade-Spiel Rad Mobile (1990), welches ein Rennspiel aus der Sicht innerhalb eines Rennautos darstellte, war Sonic dauerhaft als kleines Kuscheltier am Rückspiegel baumelnd sichtbar. Erst nach seinen ersten drei Gastauftritten in Rad Mobile (3. Oktober 1990 für Arcade), The Adventures of Quik & Silva (10. Mai 1991 für Amiga und Atari ST) und Puzzle Construction (31. Mai 1991 für Sega Tera Drive) erschien am 23. Juni 1991 das erste Sonic the Hedgehog (1991) in Europa und Nordamerika für das Sega Mega Drive (Sega Genesis), gefolgt von der Veröffentlichung in Japan am 26. Juli 1991.

## Spiele

### 1990–1995: Steiler Karrierestart als Flaggschiff für Sega-Konsolen
Nach der langen Entwicklungsphase des Sega-Maskottchens Sonic hatte dieser im Arcade-Spiel Rad Mobile (1990) mit einem Cameo-Auftritt sein Videospieldebüt. Erst Monate später erschien im Folgejahr das Spiel Sonic the Hedgehog (1991) für das Sega Mega Drive, in dem auch der ewige Widersacher Dr. Ivo Robotnik, dessen Name ab 1999 weltweit als Dr. Eggman vereinheitlicht wurde, sein Debüt. Das Spiel wusste mit beeindruckender, flüssig laufender Spielgeschwindigkeit, simpler Spielbarkeit und grafisch ansehnlich gestalteten Stages zu gefallen und wurde so auch ein kommerzieller Erfolg, einzig der geringe Spielumfang wurde kritisiert. Es folgten gleichnamige 8-Bit-Umsetzungen für das Sega Master System und den Sega Game Gear, ehe nach dem japan-exklusiven Puzzlespiel Sonic Eraser (1991) schließlich im Jahre 1992 der Nachfolger Sonic the Hedgehog 2 erschien. Darin debütierte der neue Charakter Miles Tails Prower, ein zweischwänziger Fuchs, der Sonic auf Schritt und Tritt begleitete. Man baute einen Mehrspielermodus per Splitscreen ein und hob den Umfang von sechs auf elf reguläre Zonen an. Das sammeln aller sieben Chaos Emeralds durch die Special Stages wurde erstmals mit dem Freischalten des goldenen, schnelleren und unverwundbaren Super Sonic belohnt. Für viele gilt Sonic the Hedgehog 2 bis heute als das beste Sonic-Spiel des gesamten Franchises, vor allem für damalige Maßstäbe. Auch für dieses Spiel erschienen je eine gleichnamige 8-Bit-Umsetzung für den Game Gear und das Master System.
Für das Sega Mega-CD, dem CD-Aufsatz für das Sega Mega Drive, erschien 1993 Sonic the Hedgehog CD. Entwickelt von einem anderen internen Entwicklerteam, feierten in diesem Spiel die Igeldame Amy Rose und Sonics Roboterabbild Metal Sonic ihr Debüt. Zwar war das Leveldesign weniger ausgereift, dafür konnte man innerhalb einer Stage in eine Vergangenheits- und mehrere Zukunfts-Versionen jeder Zone reisen und sie damit verändert erkunden. Neben einem Spielhallenautomaten namens SegaSonic the Hedgehog (1993) erschienen mit Sonic the Hedgehog Spinball (1993) und Dr. Robotnik’s Mean Bean Machine (1993) zwei Spin-offs für je Sega Mega Drive, Sega Master System und Sega Game Gear. Die beiden letztgenannten 8-Bit-Systeme bekamen in den Folgejahren noch einige Sonic-Titel spendiert: Neben 2D-Jump ’n’ Runs wie Sonic the Hedgehog Chaos (1993), Sonic the Hedgehog Triple Trouble (1994) oder Sonic Blast (1996) auch Spin-offs wie Sonic Drift, (1994) Sonic Drift Racing (1995), Sonic Labyrinth (1995) oder auch zwei Spiele mit Tails in der namengebenden Hauptrolle, Tails’ Skypatrol (1995) und Tails Adventure (1995). Zudem erschienen zwei Games für das Sega Pico, Sonic the Hedgehog’s Gameworld (1994) und Tails und der Musikant (1994).
Sonic the Hedgehog 3 (1994) für das Sega Mega Drive sollte den hochgelobten Vorgänger nochmals toppen. Doch noch grafisch beeindruckendere und größere Level waren in dem Spiel, in dem Knuckles the Echidna zum ersten Mal auftrat, nur auf Kosten geringerer Levelanzahl zu bewerkstelligen. Segas letztendlicher Plan war es, später im selben Jahr den Titel Sonic & Knuckles (1994) zu veröffentlichen. Dabei handelte es sich um ein sogenanntes Lock-On-Cartridge, sodass man andere Sega Mega Drive-Spiele auf das Sonic & Knuckles-Modul stecken und somit verbinden konnte. Mit den meisten Sega-Games inkompatibel, konnte man mit den ersten Haupttiteln und dem Lock-On-Cartridge zusätzliche Inhalte freischalten. Der Verbund von Sonic 3 und Sonic & Knuckles mit dem Namen Sonic 3 & Knuckles, welches alle Zonen der beiden Spiele zusammenschloss, stellte schließlich das ursprünglich angedachte, vermeintlich ultimative Sonic-Spiel dar.

### 1995–2001: Sprung in die dritte Dimension
Als Sega mit dem Sega 32X nochmals versuchte, ihre erfolgreichste Heimkonsole aufzurüsten, brachten sie für dieses System Knuckles’ eigenes Spiel Knuckles’ Chaotix (1995) heraus, in dem das Team Chaotix, bestehend aus Vector the Crocodile, Espio the Chameleon und Charmy Bee, sein Debüt feierte und Knuckles im Kampf gegen Metal Sonic beistand. Es folgte 1996 der Spielhallenautomat Sonic the Fighters (Sonic Championship in den USA), welcher die Sonic-Charaktere als damals eindrucksvolle 3D-Polygone zeigte. Anders als das im gleichen Jahr veröffentlichte Sonic 3D: Flickies’ Island (Sonic 3D Blast in den USA) für Sega Mega Drive, Sega Saturn und PC, welches auf dreidimensionale Steuerung, aber auf eine feste, isometrische Kameraansicht baute. Komplett dreidimensional bewegte man sich in einem kuriosen Lernspiel namens Sonic’s Schoolhouse (1996) für den PC. 1997 konnte Sonic Jam tatsächliches, plastisches 3D auf dem Sega Saturn darstellen, besaß jedoch kaum spielerischen Inhalt und wirkte eher wie eine Tech-Demo für das spätere Sonic R (1998), welches diese Technik und Polygone für ein simples Rennspiel mit eigenwilliger Steuerung nutzte.
Der erste, richtig große 3D-Sonic-Titel erschien somit erst Ende 1998 für das Sega Dreamcast, Segas letzter Heimkonsole: Sonic Adventure (1998) verfügte über sechs Handlungsstränge von Charakteren im Kampf gegen Dr. Eggman und sein Monster Chaos. Dabei setzte auch jeder Charakter andere Gameplay-Schwerpunkte: Sonic raste gewohnt durch die Level, Tails trug Wettrennen aus, Knuckles musste die Zonen intensiv nach den Chaos Emerald-Splittern absuchen, Amy wollte ihren Verfolger-Roboter abschütteln, Big the Cat angelte jederzeit auf der Suche nach seinem Freund Froggy und Roboter E-102 schoss sich mit Zeitaufgaben durch seine Missionen. Die komplette Story und ihre Zusammenhänge erfuhr man erst mit dem Durchspielen aller Storys und schaltete auch erst dann das Finale mit Super Sonic frei. Hinzu kam erstmals die Zucht der kleinen Chao-Kreaturen. Nach Sonic the Hedgehog Pocket Adventure (1999) für das Neo Geo Pocket Color und dem mäßigen Partyspiel Sonic Shuffle (2000) erschien mit Sonic Adventure 2 (2001) das dritte und letzte Sonic-Game für das Sega Dreamcast. Im Debüt von Shadow the Hedgehog und Rouge the Bat konnte der Spieler zwischen zwei Story-Strängen wählen: Entweder spielte man die Helden Sonic, Tails und Knuckles oder die bösartige Seite rund um Shadow, Dr. Eggman und Rouge. Im Finale hielten dann alle Protagonisten zusammen, um den unmittelbar bevorstehenden Weltuntergang durch den von Rachegefühlen zerfressenen Großvater Dr. Eggmans, Professor Gerald Robotnik, zu verhindern.

### 2001–2006: Zweiter Frühling bei den ehemaligen Konkurrenten
Mit dem Aus von Sega aus dem Konsolen-Hardwaregeschäft gab der Konzern zunächst bekannt, dass Sonic-Spiele zukünftig exklusiv für Nintendo-Konsolen erscheinen werden. Neben einer größtenteils identischen Umsetzung von Sonic Adventure 2 auf den Nintendo GameCube namens Sonic Adventure 2 Battle (2001), in der vor allem ein größerer Multiplayer-Modus eingebaut wurde, folgte mit Sonic Advance (2001) für den Game Boy Advance ein 2D-Jump ’n’ Run, angelehnt an Sonics Ursprüngen. Genau diese Ursprünge wurden schon bald auf eine GameCube-Disc gepresst und als Sonic Mega Collection (2002) veröffentlicht. Positiv überrascht vom vergleichsweise kommerziellen Erfolg dieser Spiele drehte Sega weiter auf und brachte neben Sonic Advance 2 (2002) auch das erste Sonic Adventure neu für den GameCube unter dem Titel Sonic Adventure DX: Director’s Cut heraus, sowie zwei Spin-offs für den Game Boy Advance namens Sonic Pinball Party (2003) und Sonic Battle (2003). Schon Ende 2003 gab Sega schließlich bekannt, Sonic nicht mehr ausschließlich auf Nintendo-Systeme zu beschränken. So wurde Sonic Adventure DX: Director’s Cut für den PC veröffentlicht und für Nokias Handy-Handheld-Hybrid Nokia N-Gage erschien mit Sonic N (2003) ein Sonic Advance-Port.
Im Anschluss daran wurde mit Sonic Heroes (2003) das erste große Multiplattform-Sonicgame für Nintendo GameCube, PlayStation 2 und Xbox veröffentlicht. Dabei steuerte man ein Team aus drei Charakteren mit den individuellen Stärken Geschwindigkeit, Flugfertigkeit und Kampfkraft und musste innerhalb der Level zur jeweiligen Situation flüssig passend zum entsprechenden Charakter wechseln. Sowohl Team Chaotix, als auch Metal Sonic feierten ein Comeback in der Reihe und blieben dieser fortan als fester Bestandteil erhalten. Nach Sonic Advance 3 (2004) und einem Auftritt in Sega Superstars (2004) für PlayStation 2 erschien die Sonic Mega Collection Plus (2004) für PlayStation 2, Xbox und später PC, die im Vergleich zur GameCube-Fassung noch mehr Mega Drive-Originalspiele enthielt. Anschließend folgte ein Sonic Heroes-Port für den PC und die Sonic Gems Collection (2005) für den GameCube und die PlayStation 2, die neben Game Gear-Klassikern vor allem die drei Titel Sonic the Hedgehog CD, Sonic the Fighters und Sonic R enthielt, die zuvor auf keiner anderen Collection vorhanden waren.
Im Jahre 2005 erschien mit Sonic Rush ein neues, gelungenes 2D-Jump ’n’ Run für den Nintendo DS, das für GameCube, PlayStation 2 und Xbox veröffentlichte Shadow the Hedgehog (2005) mit dem gleichnamigen Hauptcharakter hingegen sammelte eher negative Kritiken. Anfang 2006 erschien für dieselben Systeme das Spin-off-Rennspiel Sonic Riders, bis zum 15-jährigen Jubiläum des Franchises mit Sonic the Hedgehog Genesis (2006) ein mangelhafter Port des ersten Spiels für den Game Boy Advance veröffentlicht wurde. Diese krankte jedoch an einer katastrophalen, technischen Umsetzung. Alle Hoffnung lagen daher auf dem Jubiläumsspiel für die brandneuen Konsolen PlayStation 3 und Xbox 360, welches einen Neustart der Serie einleiten und zu altem Ruhm verhelfen sollte.

### 2006–2017: Höhen, Tiefen und tiefste Tiefen
Erste Trailer des neuen Sonic-Spiels für die nächste Konsolengeneration versprachen noch Großes, doch da Sega darauf beharrte, das Spiel müsse aufgrund des Jubiläums zwingend noch im Jahre 2006 erscheinen, wurde es mit dem simplen Namen Sonic the Hedgehog (zur besseren Unterscheidung zum Original oft Sonic the Hedgehog '06 oder kurz Sonic '06 genannt) überhastet und unfertig im November 2006 veröffentlicht. Die hohen Erwartungen der Fans wurden enttäuscht, statt einem glorreichen Neuanfang wurde Sonic 2006 zum neuen Tiefpunkt. Unzeitgemäße Bugs, gameplaybehindernde Glitches und absurd lange Ladezeiten nagten stark am Image des Sega-Maskottchens.
Die ursprünglich geplante Sonic 2006-Umsetzung für Wii mit Bewegungssteuerung wurde zu einem eigenen Spiel namens Sonic und die Geheimen Ringe (2007) mit starkem Fokus auf die Bewegungssteuerung umfunktioniert. Für die PlayStation Portable erschienen Sonic Rivals (2006) und Sonic Rivals 2 (2007), für den Nintendo DS wurde Sonic Rush Adventure (2007) veröffentlicht. Anschließend sorgte eine Kooperation von Nintendo und Sega für Aufsehen: Mario & Sonic bei den Olympischen Spielen erschien 2007 für Wii sowie DS und stellte ein Crossover des Super-Mario-Universums mit dem Sonic-Franchise rund um die sportlichen Wettbewerbe der Olympischen Sommerspiele 2008 in Peking dar und stellte auch ein Vorbild für sportliches Verhalten unter den einstigen Erzrivalen dar. Auch für die folgenden Olympischen Winter- und Sommerspiele 2010, 2012, 2014, 2016 und 2020 wurden Videospieladaptionen mit Mario & Sonic für die jeweils aktuellen Nintendo-Konsolen entwickelt. Zudem trat Sonic im 2008 erschienenen Super Smash Bros. Brawl für Wii auf, nachdem zum ersten Mal eigens für diese Charaktervorstellung ein eigener Trailer veröffentlicht wurde. Sonic war nach Snake der erste nicht-nintendo-interne Charakter, der der Kämpferriege der Super-Smash-Bros.-Reihe beitrat.
Anfang 2008 wurde Sonic Riders: Zero Gravity für Wii und PlayStation 2 veröffentlicht. Nach Sega Superstars Tennis (2008) für fünf aktuelle Spielesysteme und dem RPG Sonic Chronicles: Die Dunkle Bruderschaft (2008) für den Nintendo DS erschien mit Sonic Unleashed (in Japan Sonic World Adventure) Ende 2008 der nächste Haupttitel der Reihe, der nach Sonic 2006 wieder stabilere Qualitätsstandards erreichte. Dabei unterschieden sich die PlayStation-3- und Xbox-360-HD-Versionen teils stark von den technisch schwächeren Varianten für Wii und PlayStation 2. 2009 erschien mit Sonic und der Schwarze Ritter für Wii der Nachfolger zu Sonic und die Geheimen Ringe und mit Sonic & Sega All-Stars Racing wurde 2010 ein laut Fachpresse gelungenes Rennspiel veröffentlicht. Vereinte die 2010 erschienene Sonic Classic Collection für Nintendo DS die berühmten Anfänge vom Sega Mega Drive noch auf einem Modul, erschien im Oktober 2010 mit Sonic the Hedgehog 4: Episode I für PlayStation 3, Xbox 360 und Wii eine geplante Fortsetzung. Zeitgemäße Grafik mit dem Gameplay der Klassiker war das Rezept, welches aber gemischte Meinungen hervorrief. Wenig später erschien mit Sonic Colours (2010) erstmals ein modernes Jump ’n’ Run, welches immer wieder zwischen 2D- und 3D-Passagen wechselte. Dies und die eingeführten Wisps und deren Fähigkeiten etablierten sich fortan für einige Jahre in der Reihe. Es folgte das Xbox-360-exklusive Sonic Free Riders (2010) mit Fokus auf die Bewegungssteuerung Kinect.

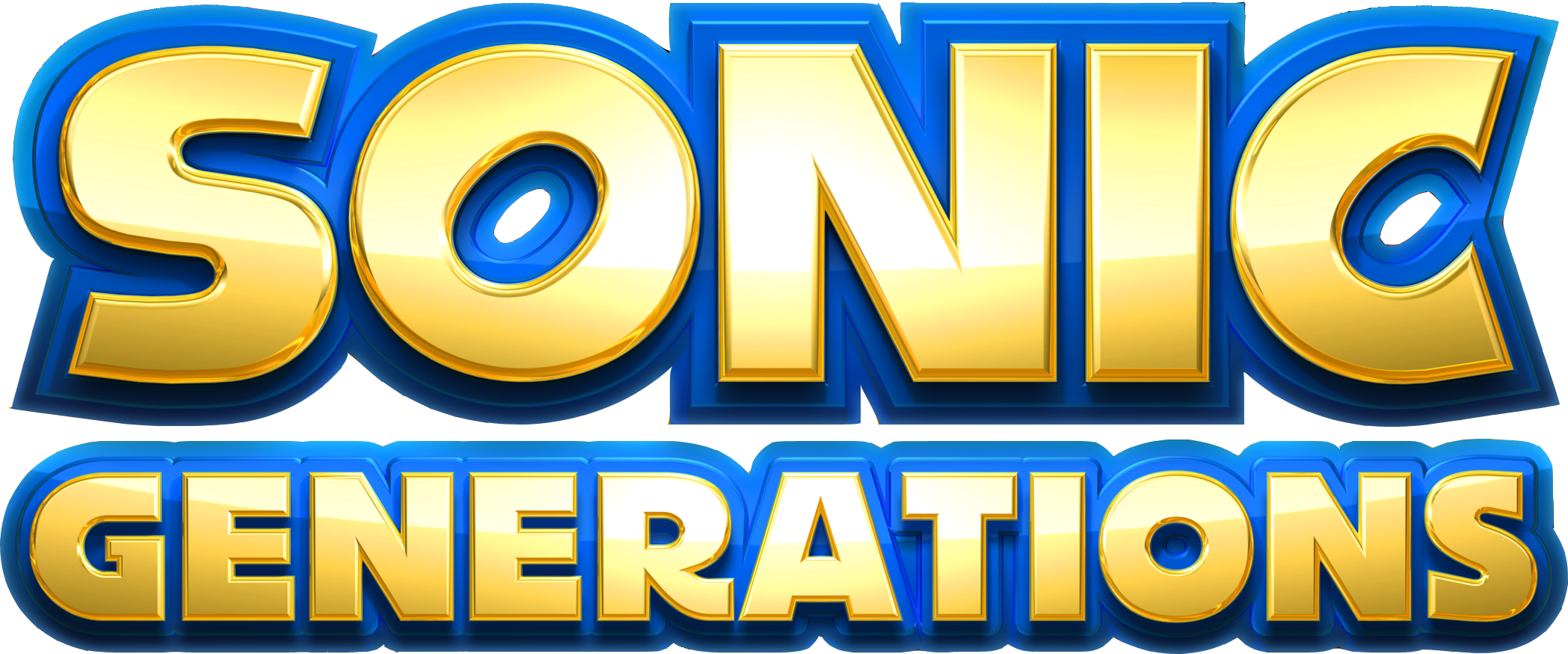
Logo von Sonic Generations

Sonic Generations (2011), welches zum 20-jährigen Jubiläum für PlayStation 3, Xbox 360 und Nintendo 3DS veröffentlicht wurde, baute die in Sonic Colours enthaltene Aufteilung zwischen 2D- und 3D-Passagen aus, indem man zwischen „Classic Sonic“, welcher eher klassische 2D-Level durchlief, und „Modern Sonic“, der auf das „Boost-Gameplay“ der Tages-Level aus Sonic Unleashed vertraute, wechseln konnte. Die Level im Spiel waren quasi eine Best-of-Compilation der bis dato bedeutsamsten Games und einprägsamsten Stages der Reihe wie Green Hill, Chemical Plant oder Sky Sanctuary, die entweder mit klassischen 2D- oder modernem 3D-Gameplay erlebt werden konnten, auch wenn die ursprünglichen Level eigentlich das entgegengesetzte Gameplay anwandten. Auch kamen in diesem Spiel, welches von Fachpresse und Fans gelobt wurde, Charaktere aus allen Epochen des Igels zusammen, da die Handlung durch Zeitreisen erklärt wurde. Im Jahre 2012 erschien Sonic the Hedgehog 4: Episode II für PlayStation 3, Xbox 360 und Steam, welches die Meinungen der Community erneut spaltete. Die zunächst angedachte dritte Episode wurde letztlich gecancelled. Sonic & All-Stars Racing Transformed erschien Ende 2012 für PlayStation 3, PlayStation Vita, Xbox 360, Wii U, Nintendo 3DS und Steam.
Im Jahre 2013 handelten Nintendo und Sega einen Vertrag aus, laut dem die nächsten drei kommenden Sonic-Spiele exklusiv nur für Nintendo-Systeme erscheinen durften. Als erstes wurde Sonic Lost World (2013) für Wii U und 3DS veröffentlicht, dessen Spielkonzept, sich größtenteils auf zylinderförmigen Leveln fortzubewegen, kritisch aufgefasst wurde. Die neuste Olympia-Adaption, Mario & Sonic bei den Olympischen Winterspielen Sotschi 2014 für Wii U, floss ebenfalls in diese Abmachung ein. 2014 kündigte Sega das „Jahr des Sonic“ an, in dem ein Redesign der Charaktere, neue Spiele und eine neue TV-Serie sowie Werbe- und Merchandise-Offensiven für frischen Wind sorgen sollten. Im November 2014 erschienen zwei weitere Sonic-Spiele für Wii U und 3DS, welche den besagten Vertrag schließlich erfüllten. Während es sich bei Sonic Boom: Der zerbrochene Kristall (2014) für 3DS, entwickelt vom Entwicklerteam Sanzaru Games, um ein durchschnittliches bis unterdurchschnittliches 2D-Jump ’n’ Run handelte, sorgte vor allem Sonic Boom: Lyrics Aufstieg (2014) für Wii U für Negativschlagzeilen. Dieses von Big Red Button entwickelte Spiel wurde unfertig, verbuggt und an einigen Stellen sogar unspielbar veröffentlicht. Sonic Boom: Lyrics Aufstieg erfuhr von Medien und Fachpresse historische Tiefstwertungen und konnte den vorherigen Tiefpunkt von Sonic 2006 sogar nochmals unterbieten. Als Sega später Sonic Lost World, welches vertraglich nintendo-exklusiv bleiben sollte, für Steam veröffentlichte, kamen interne Differenzen mit Nintendo hinzu.
Am Misserfolg von Sonic Boom hatte das Image der Reihe sehr gelitten. Zwar wurde die dazugehörige TV-Serie positiv aufgefasst, dennoch waren die Sorgen um Sonics Videospielzukunft berechtigt. 2015 versuchte man, Sonic vermehrt den Mobilgame-Markt erobern zu lassen: Nachdem bereits zahlreiche Ports oder Mini-Spin-offs für Smartphones erschienen waren, sollte nach erfolgreichen Titeln wie Sonic Jump (2012) oder Sonic Dash (2013) das neue Sonic Runners (2015) begeistern, konnte aber nicht an den Erfolg der genannten Spiele anknüpfen. Im Jahre 2016 erschien lediglich Sonic Boom: Feuer & Eis, welches von Sanzaru Games für den Nintendo 3DS entwickelt wurde und geringfügig besser als der Vorgänger Sonic Boom: Der zerbrochene Kristall aufgefasst wurde.

### Seit 2017: Neuanfänge
2017 erschien für die aktuellen Systeme PlayStation 4, Xbox One, Nintendo Switch und Steam mit Sonic Mania (2017) zunächst ausschließlich über digitale Distribution ein 2D-Jump ’n’ Run im klassischen 16-Bit-Look der Sega-Mega-Drive-Spiele, welches vorwiegend sehr positiv bewertet wurde. Größten Anteil am Spiel hatten ehemalige Fangame-Entwickler, allen voran Simon Thomley aka Stealth mit seinem Entwicklerstudio Headcannon, Christian Whitehead und ihr Team aus hochmotivierten Sonic-Fans (daher der Spielename, laut Takeshi Iizuka „by the mania, for the mania“), welches für Sega bereits Sonic the Hedgehog CD, Sonic the Hedgehog und Sonic the Hedgehog 2 mit Verbesserungen wie 16:9-Bildschirmformat und Bugfixes für iOS und Android aufbereiteten, damit Sega diese Titel neuveröffentlichen konnte. Wenige Monate später folgte der neuste Haupttitel der Reihe vom Sonic Team namens Sonic Forces (2017), in dem Sonic erneut von „Classic Sonic“ aus Sonic Generations, aber auch von einem individuell gestaltbaren Custom-Hauptcharakter begleitet wurde. Nachdem Sonic Forces eher unterdurchschnittlich aufgefasst wurde, fiel dieses zu Segas Verwunderung in den Schatten des eigentlich als Begleitspiel gedachten Sonic Mania. 2018 wurde Sonic Mania Plus, welches Sonic Mania vom Vorjahr um die lange nicht mehr gesehenen Charaktere Mighty the Armadillo und Ray the Flying Squirrel sowie einige Spielmodi erweiterte, nun auch klassisch als Retailfassung verkauft.
Es folgten Team Sonic Racing (2019), ein neuer Funracer für alle gängigen Systeme, Mario & Sonic bei den Olympischen Spielen Tokyo 2020 für Nintendo Switch, das Remaster von Sonic Colours namens Sonic Colours: Ultimate (2021) und mit Sonic Origins (2022) eine Remaster-Sammlung der 16-Bit-Spiele mit Verbesserungen und zusätzlichen Inhalten, welche die optimierten Smartphone-Varianten auch für die etablierten Gamingsysteme zugänglich machte und Simon Thomley auch mit der Optimierung von Sonic 3 & Knuckles (1994) für Sonic Origins betraut wurde. Das neue Hauptspiel der Reihe vom Sonic Team, Sonic Frontiers (2022), an dem auch Ian Flynn der Sonic-Comics von Archie Comics und IDW Publishing an der Handlung des Spiels mitwirkte, schuf neue Gameplayansätze und wurde als wegweisender Vorreiter für die Zukunft der Sonic-Games angesehen.
Im Rahmen eines Aprilscherzes seitens Sega erschien am 31. März 2023 ein Trailer auf YouTube, welcher ankündigte, dass die neue Zukunft der Sonic-Reihe daraus bestünde, dass Sonic the Hedgehog jetzt tot sei, gefolgt von Gameplay des Spiels The Murder of Sonic the Hedgehog und dem Verweis, dass dieses ab sofort kostenlos auf Steam zum Download zur Verfügung stehe. Offensichtlich war dieser Aprilscherz nicht nur als humorvoll gemeintes Video gedacht, sondern tatsächlich kann das Spiel The Murder of Sonic the Hedgehog, ein Visual Novel mit Charakteren des Sonic-Universums, in dem der inszenierte Mord an Sonic aufgeklärt werden soll, seitdem rein aus Gründen des Fanservices kostenfrei auf Steam heruntergeladen werden, was zu zahlreichen sehr positiven Rezensionen führte.
Am 23. Juni 2023 erschien mit Sonic Origins Plus (2023) eine erweiterte Version von Sonic Origins, welche Knuckles the Echidna, anders als zuvor, auch für Sonic the Hedgehog CD (1993) spielbar machte und Amy Rose als neuen, spielbaren Charakter für alle Klassiker, sowie die 12 Sonic-Spiele vom Sega Game Gear, hinzufügte. Am 8. Juni 2023 wurde auf dem Summer Game Fest 2023 ein erster Trailer zu Sonic Superstars (2023) gezeigt, einem neuen 2D-Jump-’n’-Run vom Sonic Team mit moderner Grafik und Präsentation, klassischem Gameplay, ausschließlich neuen Leveln, Koop-Modus für bis zu vier Spieler, Fang the Hunter als zurückkehrenden Widersacher und Trip the Sungazer als neueingeführten spielbaren Charakter, welches am 17. Oktober 2023 für die aktuellen Konsolen und PC erschienen ist. Gegen Jahresende erschien zudem am 5. Dezember 2023 Sonic Dream Team exklusiv für Apple Arcade, welches 3D-Level in Dr. Eggmans Traumwelten mit sechs verschiedenen Spielfiguren bot.
Unter dem Motto Fearless: Year of Shadow kündigte Sega am 9. April 2024 das „Jahr des Shadow“ an. Zum einen wurde Shadow der spielbare Hauptcharakter der neuen Kampagnen in Sonic X Shadow Generations (2024) sowie Dreh- und Angelpunkt der Geschichte des Kinofilms Sonic the Hedgehog 3 (2024), dessen Kinostart für Dezember 2024 geplant ist.

## Gameplay

Ringe wie diese sammelt man in den Sonic-Spielen.

Die klassischen Hauptableger der Reihe zeichnen sich durch schnelle 2D-Jump-’n’-run-Passagen aus. Dort steuert man den blauen Ultraschall-Igel Sonic the Hedgehog zumeist durch sogenannte „Zonen“, die in einzelne „Acts“ unterteilt sind. Am Ende einer Zone wird Sonic in der Regel von seinem Hauptwidersacher Dr. Eggman zum Bosskampf erwartet. In Sonic the Hedgehog 2 (1992) wurde Sonics Sidekick Miles Tails Prower als ständiger Begleiter eingeführt. Im dritten Teil kam mit Knuckles the Echidna ein Charakter hinzu, der zunächst von Dr. Eggman manipuliert und gegen Sonic und Tails aufgebracht wurde, im vierten Spiel Sonic & Knuckles (1994) jedoch erkennt, wer gut und wer böse ist und seither ein rivalisierendes, aber freundschaftliches Verhältnis zu Sonic hegt. Sofern verfügbar, kann man auch mit Tails oder mit Knuckles spielen.
In allen Sonic-Spielen werden Ringe gesammelt, die die Spielfigur bei Feindkontakt verliert. Wird sie ohne Ringe getroffen, verliert man ein Extraleben. Nach Aufbrauch aller Extraleben und Continues muss man in den klassischen Hauptspielen nach einem Game Over komplett von vorne beginnen, einzig Sonic the Hedgehog 3 (1994) verfügt über ein Speichersystem. Auch viele Sonic-Titel auf Sega Master System, Sega Game Gear oder später die Sonic Advance-Trilogie auf dem Game Boy Advance oder Spiele für Nintendo DS funktionieren sehr ähnlich. Über verschiedenste Art und Weise kann man in Special Stages gelangen, in denen die magischen Chaos Emeralds zu finden sind. Gibt es im ersten Sonic-Abenteuer nur maximal sechs Chaos Emeralds, so findet man ab Sonic the Hedgehog 2 sieben und kann sich mit allen sieben Chaos Emeralds zum noch schnelleren und unverwundbaren Super Sonic verwandeln. In Sonic & Knuckles kann so auch Knuckles zu Super Knuckles werden, das durch „Lock-On“-entstehbare Spiel Sonic 3 & Knuckles verfügt zudem über noch weitere Super- und auch Hyper-Formen.
Den Sprung in die dritte Dimension versuchte Sega mit ihrem Maskottchen bereits sehr früh. Schon die Special Stages in den ersten Spielen wurden als 3D bezeichnet, 1996 erschien Sonic 3D: Flickies’ Island für Sega Mega Drive und Sega Saturn, welches aber über eine feste, isometrische Kameraansicht verfügte. Sonic Jam (1997) für Sega Saturn stellte die Welt und Charaktere plastisch dar und kann als Sonics erstes 3D-Spiel bezeichnet werden, wobei es sich eher wie eine Tech-Demo ohne wirkliche Inhalte und Ziele anfühlte. Erst Sonic Adventure (1998) auf dem Sega Dreamcast stellte ein komplettes 3D-Abenteuer dar. In diesem Spiel und in Sonic Adventure 2 (2001) sowie Sonic Heroes (2003) wählt der Spieler zwischen verschiedenen Charakteren, deren Spielweisen sich teils stark unterscheiden. Da sich jedoch die Handlungsstränge überschnitten, muss man jede Story durchspielen, um das Finale freizuschalten. Spätere Sonic-Titel spielen sich ähnlich, seit Sonic Colours im Jahre 2010 wurden auch in 3D-Spielen immer wieder 2D-Passagen stärker implementiert und die sogenannten Wisps, dessen Fähigkeiten man mitten in einem Level erlangt und situationsbedingt einsetzen soll, tauchen seither immer wieder in den Sonic-Spielen auf. Sonic Frontiers (2022) führte hingegen den Begriff „Open Zone“ ein, eine eigene, auf Sonic-Gameplay angepasste Variante eines Open-World-Spiels.

## Charaktere und Synchronisation
Der namensgebende Hauptcharakter ist Sonic the Hedgehog, der im Kampf gegen seinen Erzfeind Dr. Eggman oft auf die Unterstützung seiner besten Freunde Miles Tails Prower, Knuckles the Echidna und Amy Rose vertrauen kann. Figuren wie Shadow the Hedgehog, Silver the Hedgehog, Blaze the Cat, Tikal the Echidna, Rouge the Bat oder E-123 Omega hingegen haben zumeist komplexere Handlungsstränge. Zu Sonics Freundeskreis kommen unter anderem Big the Cat, Cream the Rabbit, Sticks the Badger oder Team Chaotix, bestehend aus Vector the Crocodile, Espio the Chameleon und Charmy Bee sowie die Babylon Rogue, bestehend aus Jet the Hawk, Wave the Swallow und Storm the Albatross. Dr. Eggman, dessen Großvater Professor Gerald Robotnik und Nachfahre Dr. Eggman Nega ebenfalls eine Gefahr darstellen, wird oftmals von den Robotern Orbot & Cubot begleitet, hat jedoch auch Metal Sonic und die E-Roboter gebaut. Die kleinen Chao-Kreaturen, die eine unbekannte Bindung zum Ahnen Chaos besitzen, standen für die Hilfsroboter Omochao Spalier. Hinzu kommen spielbare Charaktere wie Mighty the Armadillo und Ray the Flying Squirrel, aber auch andere Widersacher, darunter Fang the Hunter, Zavok oder Lyric.
Eine ausführliche Auflistung aller Hauptcharaktere, wiederkehrender Charaktere, Widersacher und Nebencharaktere der Videospielreihe und weiterer Medien mitsamt ihrer Rolle im Sonic-Universum, Aussehen, Charakterzügen, Eigenschaften, Fähigkeiten, Auftritten und ihren deutschen, englischen und japanischen Synchronsprechern findet sich unter:

## TV-Serien
- Sonic der irre Igel (1993–1996)

Zeichentrick-Fernsehserie, englischer Originaltitel Adventures of Sonic the Hedgehog, bestehend aus 66 Episoden, in den USA produziert von DiC Entertainment und MediaSet. Deutschsprachige Erstausstrahlung der ersten 65 von 66 Episoden vom 3. Oktober 1995 bis 1. Januar 1996 auf Kabel eins. Auf Slapstickhumor basierende Serie für eine junge Zielgruppe, in denen Sonic und Tails in zumeist nicht zusammenhängenden Episoden die Pläne ihres Widersachers Dr. Robotnik und seiner Roboter Scratch und Grounder vereiteln.
- Sonic SatAM (1994–1996)

Zeichentrick-Fernsehserie, englischer Originaltitel Sonic the Hedgehog, bestehend aus 26 Episoden, in den USA produziert von DiC Entertainment, Reteitalia und Telecinco. Deutschsprachige Erstausstrahlung vom 2. Januar bis 6. Februar 1996 auf Kabel eins. Für eine auf Kinder und Jugendliche ausgerichtete Zielgruppe mit einer ernsteren, zusammenhängenden Handlung, in der Sonic zusammen mit anderen Widerstandskämpfern wie Tails oder Sally Acorn gegen die bereits eingetretene Weltherrschaft von Dr. Robotnik rebelliert. Serie endet plötzlich und mit offenen Ausgang, da ursprünglich weitere Episoden geplant waren.
- Sonic Underground (1999)

Zeichentrick-Fernsehserie, französischer Originaltitel Sonic le Rebelle, bestehend aus 40 Episoden, in Frankreich produziert von DiC Entertainment, Les Studios Tex S.A.R.L. und Buena Vista International Television. Deutschsprachige Erstausstrahlung vom 17. April bis 12. Juni 2001 auf Super RTL. Für eine auf Kinder und Jugendliche ausgerichtete Zielgruppe mit einer ernsteren, zusammenhängenden Handlung, in der Sonic zusammen mit anderen Widerstandskämpfern wie seinen Geschwistern Sonia und Manic gegen die bereits eingetretene Weltherrschaft von Dr. Robotnik rebelliert. Serie endet plötzlich und mit offenen Ausgang, da ursprünglich weitere Episoden geplant waren.
- Sonic X (2003–2005)

Anime-Fernsehserie, bestehend aus 78 Episoden, in Japan und Frankreich produziert von TMS Entertainment. Deutschsprachige Erstausstrahlung vom 30. Oktober 2004 bis 26. März 2006 bei Fox Kids und Jetix auf Kabel eins, wiederholt auf Disney XD, seit 2019 auf Netflix und seit 2021 auf Craction. Für eine auf Kinder und Jugendliche ausgerichtete Zielgruppe mit einer zusammenhängenden Handlung, in der Sonic zusammen mit seinen Freunden, aber auch mit seinem Erzfeind Dr. Eggman auf der für sie unbekannten Erde strandet und bei einem 12-jährigen Jungen namens Christopher Thorndyke unterkommt. Es werden die Handlungen der Videospiele Sonic Adventure (1998) und Sonic Adventure 2 (2001) nacherzählt, sowie kleinere Elemente aus Sonic Heroes (2003) und Sonic Battle (2003) in die Geschichte eingebunden.
- Sonic Boom (2014–2017)

CGI-Fernsehserie, bestehend aus 104 Episoden, in den USA produziert von OuiDo! Productions. Deutschsprachige Erstausstrahlung der ersten 52 von 104 Episoden ab dem 4. Juli 2016 bei Nickelodeon und später auf Netflix verfügbar. Auf Slapstickhumor basierende Serie für eine junge Zielgruppe, in denen Sonic und seine Freunde in zumeist nicht zusammenhängenden Episoden die Pläne ihres Widersachers Dr. Eggman und seiner Roboter vereiteln.
- Sonic Prime (2022–2024)

CGI-Fernsehserie, bestehend aus 23 Episoden, in Kanada produziert von WildBrain Studios, Man of Action Entertainment, Marza Animation Planet und Netflix Animation. Weltweite und deutschsprachige Erstausstrahlung der ersten 8 Episoden am 15. Dezember 2022, gefolgt von weiteren 8 Episoden am 13. Juli 2023 und den abschließenden 7 Episoden am 11. Januar 2024, allesamt auf Netflix.
Für eine auf Kinder und Jugendliche ausgerichtete Zielgruppe mit einer zusammenhängenden Handlung, in der Sonic durch alternative Universen reist und dort auf alternative Formen und Varianten seiner Freunde und Gegner trifft.
- Knuckles (2024)

Real-Verfilmung mit CGI-animierten Figuren, bestehend aus 6 Episoden, produziert von Paramount Pictures und Original Film. Deutschsprachige Erstausstrahlung aller 6 Episoden am 27. April 2024 auf Paramount+.
Spielt im Universum der Paramount-Sonicfilme zwischen Sonic the Hedgehog 2 (2022) und Sonic the Hedgehog 3 (2024). Es erzählt die Geschichte, wie Knuckles the Echidna auf der Erde zurechtkommt, Freundschaft mit Wade Whipple schließt und dessen Familie kennenlernt.

## Filme
- Sonic the Hedgehog (1996)

Zeichentrickfilm als Original Video Animation von Pierrot, die zunächst 1996 in Japan und ab 1999 mit englischer Vertonung erschien, jedoch nie mit deutscher Synchronisation umgesetzt wurde.
Im Film entführt Dr. Eggman die Präsidententochter Sara und Sonic, Tails und Knuckles kämpfen zudem gegen Metal Sonic.
- Sonic the Hedgehog (2020)

Real-Verfilmung mit CGI-animierten Figuren. Ähnlich wie in der TV-Serie Sonic X strandet Sonic auf der für ihn unbekannten Erde, kommt bei einem Polizisten namens Tom Wachowski unter und muss gegen Dr. Robotnik kämpfen, der von Jim Carrey gespielt wurde.
Die enorme Kritik an Sonics äußerem Erscheinungsbild im ersten Trailer führte dazu, dass der Film überarbeitet und deswegen von 2019 auf 2020 verschoben werden musste. Die Produktionskosten für den gesamten Film betrug 85 Millionen Dollar, in der ersten Woche wurden bereits weltweit über 111 Millionen Dollar eingenommen.
- Sonic the Hedgehog 2 (2022)

Real-Verfilmung mit CGI-animierten Figuren. Auch Miles Tails Prower und Knuckles the Echidna, die sich mit Sonic anfreunden, gelangen auf die Erde und wettstreiten mit Dr. Robotnik, erneut gespielt von Jim Carrey, um den mächtigen Master Emerald.
- Sonic the Hedgehog 3 (2024)

Real-Verfilmung mit CGI-animierten Figuren. In der lose an das Videospiel Sonic Adventure 2 (2001) angelehnten Handlung treffen Sonic, Tails und Knuckles erstmals auf Shadow the Hedgehog und werden mit dessen kriminellen Machenschaften, aber auch außergewöhnlichen Kräften konfrontiert, welche mit Shadows tragischer Vergangenheit zusammenhängen. Das Heldentrio verbündet sich dafür mit Dr. Robotnik, der auf seinen verstorben geglaubten Großvater Professor Gerald Robotnik trifft, beide von Jim Carrey gespielt.

## Comics
- Sonic the Hedgehog (Manga) (1992–1994)

In Japan produzierter Manga des Shōgakukan no Gakushū Zasshi-Magazins, in Zusammenarbeit mit den Videospielentwicklern der ersten Sonic-Spiele. Zweiter Hauptcharakter beim Kampf gegen Dr. Eggman neben Sonic ist ein Igel namens Nicky, welcher introvertiert auftritt und das genaue Gegenteil von Sonic darstellt. Der Manga führte auch die Charaktere Amy Rose und Charmy Bee ein, welche in den Folgejahren auch dauerhaft in die Videospielreihe und anderen Medien integriert wurden.
- Sonic the Comic (Fleetway) (1993–2002)

Im Vereinigten Königreich von Mai 1993 bis Januar 2002 produzierte Comicreihe des Verlags Fleetway Editions in 223 Ausgaben. Beginnend als kinderfreundliche Slapstick-Comicserie nahm die Reihe schon schnell eine ernste, zusammenhängende Handlung auf, welche sich immer nah an den zu dem jeweiligen Zeitpunkt neuveröffentlichten Sonic-Videospielen richteten, jedoch wurden auch ganz eigene Charaktere eingeführt und Geschichten erzählt, die auch zunehmend dazu tendierten, erwachsene Themen wie Liebe, Tod oder Verlust zu behandeln – ebenso wie die parallel in Nordamerika publizierte Comic-Reihe des Archie-Verlags, jedoch mit gänzlich anderen Charakteren und Geschichten.
Schon kurz nach der Erstveröffentlichung in Großbritannien wurde Sonic the Comic auch in mehreren, anderen europäischen Ländern veröffentlicht, darunter auch in Deutschland. Hierzulande erschienen von 1993 bis 1994 13 Ausgaben im Taschenbuchformat und umfassten inhaltlich mehrere der Original-Ausgaben. Jedoch wurden auch einige Sportarten wie Boxen, Wrestling oder Kendō ausführlich thematisiert und rückten Sonic dabei sogar zunehmend in den Hintergrund, da der leitende Redakteur seine eigenen Interessen in den Vordergrund stellte. Als Sportler wie Hulk Hogan oder Henry Maske das Titelmotiv von Sonic the Comic zierten, gingen die Verkaufszahlen stark zurück. Für die Ausgaben 14 bis 16 im Jahre 1994 entschied man sich daher, auf ein klassisches Comicheft-Format umzusteigen, doch da sich, weiterhin mit Boxsport auf dem Cover, die Verkaufszahlen nicht besserten, wurde Sonic the Comic in Deutschland nach 16 Ausgaben eingestellt.
- Sonic the Hedgehog (Archie Comics) (1993–2017)

In den USA vom Juli 1993 bis Februar 2017 produzierte Comicreihe des Verlags Archie Comic Publications, Inc. in 290 Ausgaben. Beginnend als kinderfreundliche Slapstick-Comicserie nahm die Reihe schon schnell eine ernste, zusammenhängende Handlung auf, welche sich immer nah an den zu dem jeweiligen Zeitpunkt neuveröffentlichten Sonic-Videospielen richteten, jedoch wurden auch ganz eigene Charaktere eingeführt und Geschichten erzählt, die auch zunehmend dazu tendierten, erwachsene Themen wie Liebe, Tod oder Verlust zu behandeln – ebenso wie die parallel in Europa publizierte Comic-Reihe des Fleetway-Verlags, jedoch mit gänzlich anderen Charakteren und Geschichten. Bei den Guinness World Records ausgezeichnet für die am längsten laufende Comic-Reihe, die auf einem Videospiel basiert. Ab Ausgabe 160 am 22. März 2006 wirkte Ian Flynn, der später auch die IDW-Comics leitete und an Videospielen mitarbeitete, am Comic mit. Ab 2016 stieß auch Tyson Hesse als Zeichner hinzu, der später für mehrere Sonic-Videospiele Cutscenes im Zeichenstil animierte.
Vom 20. März 2013 bis zum 21. Mai 2014 wurden die Ausgaben 226 bis 241 auch in Deutschland veröffentlicht, jedoch konnte sich die Comic-Reihe hierzulande nicht etablieren, da die deutschen Leser der bereits weit fortgeschrittenen und verfahrenen Handlung nicht folgen konnten. Beim Archie-Verlag erschienen parallel auch dazugehörige Spin-Off-Comicserien, darunter Princess Sally (1995, 3 Ausgaben), Tails (1995–1996, 3 Ausgaben), Sonic Quest (1996–1997, 3 Ausgaben), Knuckles the Echidna (1997–1999, 32 Ausgaben), Sonic Super Special (1997–2001, 15 Ausgaben), Sonic X (2005–2008, 40 Ausgaben) und Sonic Boom (2014–2015, 11 Ausgaben). Die größte Spin-Off-Serie Sonic Universe (2009–2017, 94 Ausgaben), geschrieben und verfasst von Ian Flynn, konzentrierte sich intensiver auf diverse Geschichten der Charaktere neben Sonic und wurde erst zusammen mit der Stamm-Serie abgesetzt.
- Sonic the Hedgehog (IDW Publishing) (seit 2018)

In den USA seit April 2018 produzierte Comicreihe des Verlags IDW Publishing in bisher über 60 Ausgaben. Nachdem Sega die Zusammenarbeit mit dem Archie-Verlag und die damit verbundenen Comic-Serien beendet hatte, folgte ab 2018 die Comic-Serie Sonic the Hedgehog bei IDW, welche eine ähnliche Stilrichtung wie die Archie-Comics einschlägt, jedoch den Spagat zwischen Videospiel-Vorbild und eigener Geschichte besser gelingt. Die treibenden Kräfte der Archie-Comics haben die IDW-Comics unter ihrer eigenen Führung nach ihren Vorstellungen aufgebaut: Schriftsteller Ian Flynn, der seit 2006 bei Archie arbeitete und später die Handlung des Videospiels Sonic Frontiers (2022) schrieb, Zeichner Tyson Hesse, der seit 2016 bei Archie für die Darstellung von Sonics Universum verantwortlich war und später Openings, Cutscenes, Trailer und Animationen für die Videospiele Sonic Mania (2017), Sonic Mania Plus (2018), Team Sonic Racing (2019), Sonic Colours: Ultimate (2021) und Sonic Origins (2022) erstellte, sowie Tracy Yardley, der seit 2005 bei Archie arbeitete, zeigen sich hauptverantwortlich für die IDW-Comics.
Die Geschichten der Comicserie behandeln den Kampf von Sonic und seinen Freunden gegen Dr. Eggman, bis dieser eines Tages sein Gedächtnis verliert, woraufhin die Helden beschließen, Dr. Eggman aufzunehmen und zu bekehren, jedoch auch Zweifel daran haben, ob dieser wirklich sein Gedächtnis verloren hat. Jedoch erscheint ein bösartiger Wissenschaftler namens Dr. Starline, welcher alle Pläne und Rückschläge von Dr. Eggman genaustens analysiert hat und dann auftritt, um es besser zu machen. Figuren der IDW-Comicreihe wie Whisper the Wolf und Tangle the Lemur wurden aufgrund ihrer hohen Beliebtheit nachträglich als spielbare Charaktere in Smartphone-Games wie Sonic Dash (2013) oder Sonic Forces: Speed Battle (2017) hinzugefügt.
In Deutschland erschienen die Comics des IDW-Verlags erstmals am 10. Oktober 2024 in deutscher Schrift, als die ersten zwölf Bände der Serie als gebundenes Buch vom Verlag Egmont Ehapa Media unter dem Namen Sonic Comic Collection 01: Das Vermächtnis veröffentlicht wurden. Für den 6. Mai 2025 ist die Veröffentlichung der Sonic Comic Collection 02 mit den darauffolgenden zwölf Bändern auf Deutsch geplant.

## Weitere Auftritte
Weiterhin existiert eine Vielzahl von Merchandise-Produkten von Badetüchern über Turnschuhe bis hin zu verschiedenen Pastagerichten und sogar eigener Marmelade.
Eine Version des Gens Hedgehog wurde von Wissenschaftlern in Anlehnung an Sonic „Sonic Hedgehog“ genannt.
Im Disney-Film Ralph reichts (2012, englisch „Wreck-It Ralph“) und dem Nachfolger Chaos im Netz (2018, englisch „Ralph Breaks the Internet“) hatten Sonic und Dr. Eggman Gastauftritte. Im Gegenzug taucht die Hauptfigur aus dem Film, Wreck-It Ralph, als spielbarer Charakter im Multiplattform-Rennspiel Sonic & All-Stars Racing Transformed (2012) auf. Sonic wird hierbei im Deutschen von Tobias Müller gesprochen.
In der TV-Serie OK K.O.! Neue Helden braucht die Welt (2017–2019) tauchen Sonic und Tails in der gesamten Episode 102 auf und bringen dem Titelheld K.O., der sich als fanatischer Sonic-Fan zeigt, einige Tricks bei. Sonic wird hierbei im Deutschen einmal mehr von Tobias Müller gesprochen, Tails von Daniela Molina.